# 紋谷暢男
紋谷 暢男（もんや のぶお、1936年8月21日- 2016年4月23日）は、日本の法学者。専門は知的財産権法。学位は、法学博士（東京大学・課程博士・1967年）。成蹊大学名誉教授。

## 経歴
1936年東京都千代田区霞が関生まれ。1955年群馬県立高崎高等学校卒業。1960年東京大学法学部第一類（私法コース）卒業、1962年同法学部三類（政治コース）卒業、1967年同大学院法学政治学研究科博士課程修了（総代）、東京大学より法学博士の学位を取得（学位論文「実用新案客体論-ドイツ・日本の沿革を中心として-」。1967年、成蹊大学法学部助教授。1975年、教授。2004年、法科大学院教授。2007年、定年、名誉教授。
1972-1974年、西ドイツ・マックス・プランク研究所客員研究員（特許、著作権、競業法）。

## 所属学会
- 西ドイツ、マックス・プランク研究所客員研究員（特許法、著作権法、競業法） （1972年（昭和47年）3月 - 1974年（昭和49年）3月）[5]
- 日本私法学会会員（1962年（昭和37年）10月 - ）
- 日本経済法学会会員（1962年（昭和37年）10月 - ）、同学会理事（1984年（昭和59年） - 2006年（平成18年））
- 日本工業所有権法学会会員（1974年（昭和49年）10月 - ）、同学会理事（1974年（昭和49年） - 2009年（平成21年））
- 日本ドイツ法学会会員（1974年（昭和49年）11月 - ）
- 日本著作権法学会会員（1983年（昭和58年）10月 - ）、同学会理事（1987年（昭和62年） - 2008年（平成20年））
- 日本国際経済法学会会員（1991年（平成3年）10月 - ）、同学会理事（1991年（平成3年） - 2006年（平成18年））

## 著作
- 『無体財産権法概論』有斐閣双書 1976年[4][5]
- 『知的財産権法概論』有斐閣 2006年
- 『知的財産権法・競業法論集』商事法務 2013年

### 編共著
- 『特許・意匠・商標の実務相談』吉藤幸朔共編 有斐閣 実務相談シリーズ 1972年
- 『商標法50講 全条文つき』編 有斐閣双書 1975年
- 『特許の出願 特許・実用新案・意匠・商標・商号・著作権の登録・登記手続 全訂版』竹田和彦共編集 ダイヤモンド社 1976年
- 『特許・意匠・商標の法律相談 新版』吉藤幸朔共編 有斐閣 法律相談シリーズ 1977年
- 『最新特許の出願 特許・実用新案・PCT・意匠・商標・商号・著作権の登録・登記手続』竹田和彦共編集 ダイヤモンド社 1978年
- 『特許法50講』編 有斐閣双書 1978年
- 『商標法50講 全条文つき 改訂版』編 有斐閣双書 1979年
- 『意匠法25講 全条文つき』編 有斐閣双書 1980年
- 『著作権のノウハウ』半田正夫共編 有斐閣選書 ビジネス法務シリーズ 1982年
- 『注釈特許法』編 有斐閣ミドル・コンメンタール 1986年
- 『プログラム著作権とは何か』板東久美子・作花文雄共著 有斐閣新書 1988年
- 『知的財産権とは何か』編 有斐閣新書 1989年
- 『現代経済法講座 7 新技術開発と法』満田重昭・渋谷達紀共著 三省堂 1993年
- 『JASRAC概論 音楽著作権の法と管理』編 日本評論社 2009年

### 記念論文集
- 『知的財産権法の現代的課題 紋谷暢男教授還暦記念』発明協会 1998年
- 『知的財産権法と競争法の現代的展開 紋谷暢男教授古稀記念』発明協会 2006年

## ゼミ生
- 竹中俊子（ワシントン大学ロースクール教授、早稲田大学大学院法務研究科客員教授。ニューヨーク州弁護士）[要出典]